# Leucade (ville)
Pour les articles homonymes, voir Leucade (homonymie).
Leucade ou Lefkáda (en grec moderne : Λευκάδα) est une ville grecque située sur l'île homonyme de Leucade. Elle est la capitale du dème du même nom. Elle est aussi le siège d'un évêché orthodoxe : la Métropole de Leucade et Ithaque.

## Localisation
La ville, appelée également Lefkás (en grec puriste Λευκάς), se situe à l'extrême nord de l'île.

## Politique et administration

### Jumelages
- Leucate (France) depuis 2005
- Emmaboda (Suède)
- Ploiești (Roumanie)
- Shinjuku (Japon)

## Lieux et monuments
Marina
Située sur le côté est de la ville, elle est en 2024 la plus moderne de Grèce. Elle peut héberger 620 bateaux et comprend une tour de contrôle, un bâtiment polyvalent, des bureaux de club nautique, un complexe de bureaux et de magasins, un petit hôtel, une installation de réparation et d'entretien de bateaux, un parking pour 455 voitures, un mouillage hivernal pour 300 bateaux, un réseau routier et une ceinture verte. Son brise-lame fait 1 700 m de long. Elle a 940 m de quais flottants. C'est une ville au sein de la ville avec sa propre vie, des bars et restaurants également fréquentés par les non-propriétaires de bateaux.
Place Marka
Elle tire son nom du mot italien 'mercato' pour 'marché'. Elle a remplacé l'école primaire bâtie là dans les années 1930 et démolie en 1986. Le Hall d'art Stamos est ici, dédié à Theodoros Stamos, un peintre expressionniste de Lefkada. La place abrite également les trois bibliothèques de la ville : la bibliothèque de Charamoglios, au premier étage du Stamos Art Hall, est une archive vieille d’au moins six siècles qui contient 40000 titres de livres sur Lefakda et ses habitants ; elle a été créée en 1991 par Aristotelis Charamoglis et est inscrite dans le livre Guinness. De l'autre côté de la place se trouve la bibliothèque de l’historien Nikos G. Svoronos (1'11-1989). La bibliothèque publique est aussi à proximité.

La place possède deux sculptures : le buste de Nikos Svoronos et le monument national de résistance ; et deux églises : l'église de Panagia ton Xenon (construite en 1718) et l’église Agio Anargiro (avec des peintures de la Renaissance du peintre Spyridon Gazis). 
Bibliothèque publique
La bibliothèque publique de Lefkada est installée dans un bâtiment néoclassique de deux étages qui a été construit comme la résidence de la famille Zoulinou à la fin du XIXe siècle. Il a ensuite été utilisé par la Banque nationale de Grèce, puis est devenu propriété publique.
Monastère Panagias Faneromeni
Le monastère Panagias Faneromeni (en) est à la sortie de la ville de Leucade en allant vers l'ouest et vers Agios Nikitas (en) ; il a été fondé en 1634 et reconstruit après un incendie en 1886. Il a un petit musée et un petit zoo avec perroquets, chevreuils et quelques autres animaux.

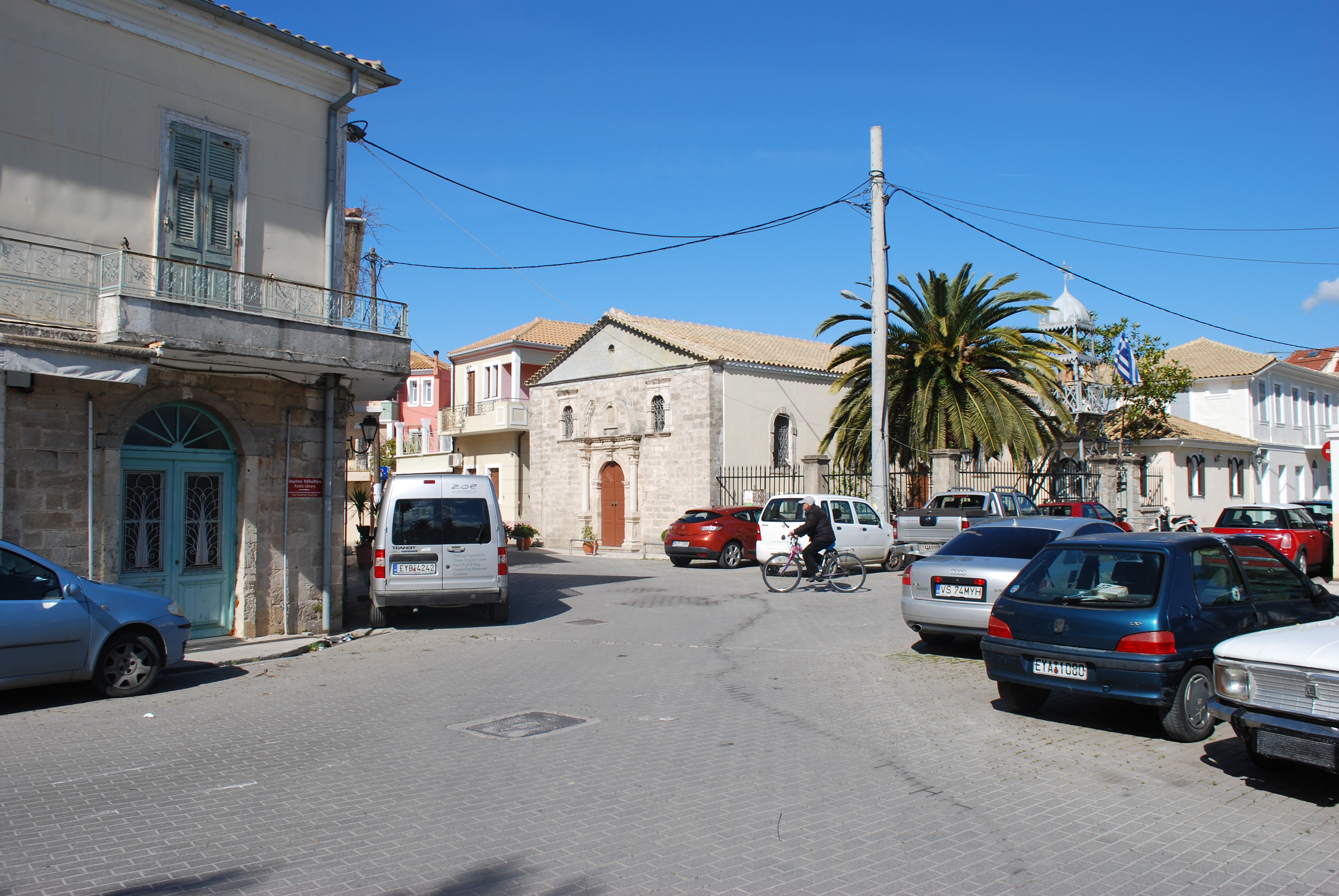
Place Marka
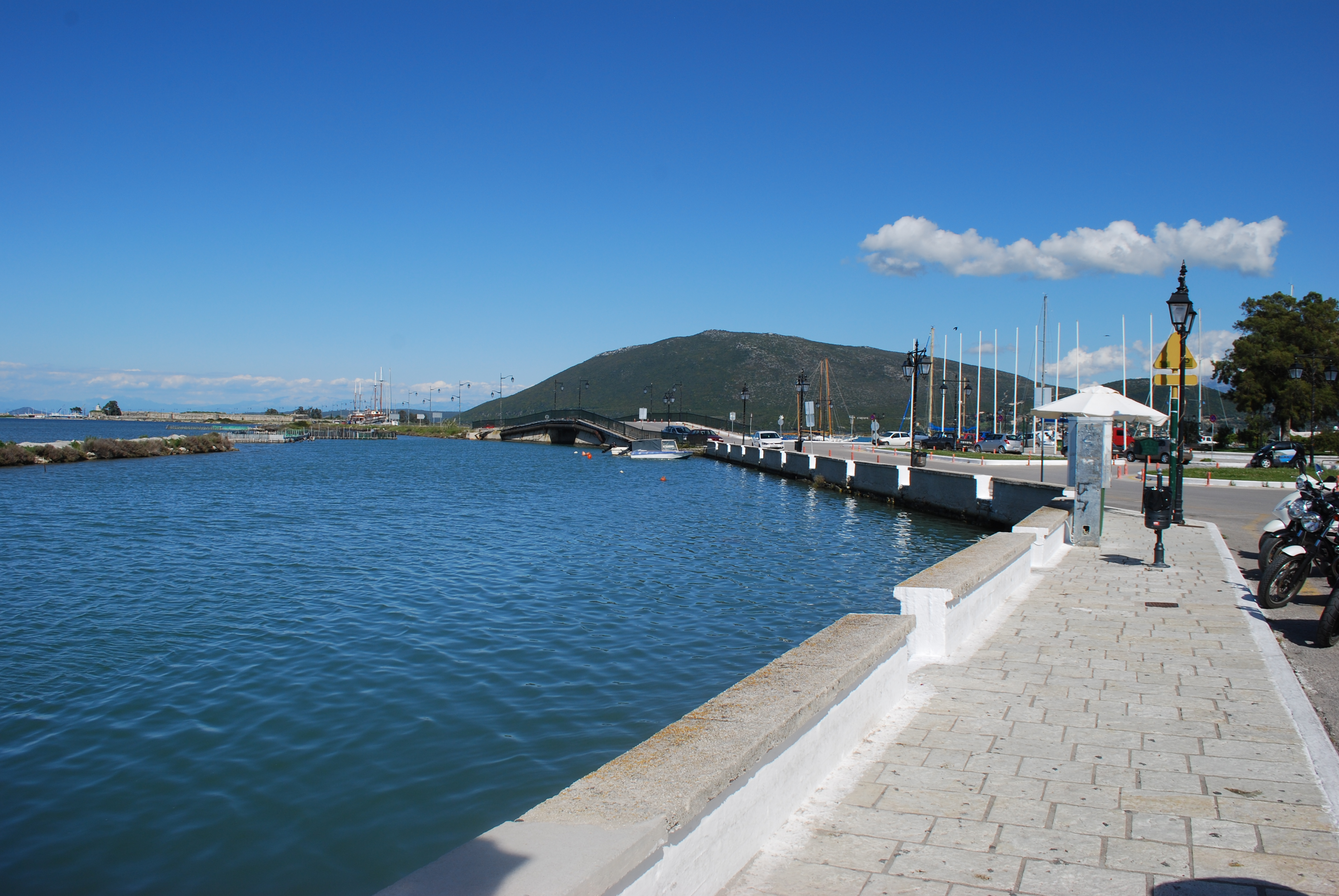
Début de la jetée de la route E.O.42 vers le continent
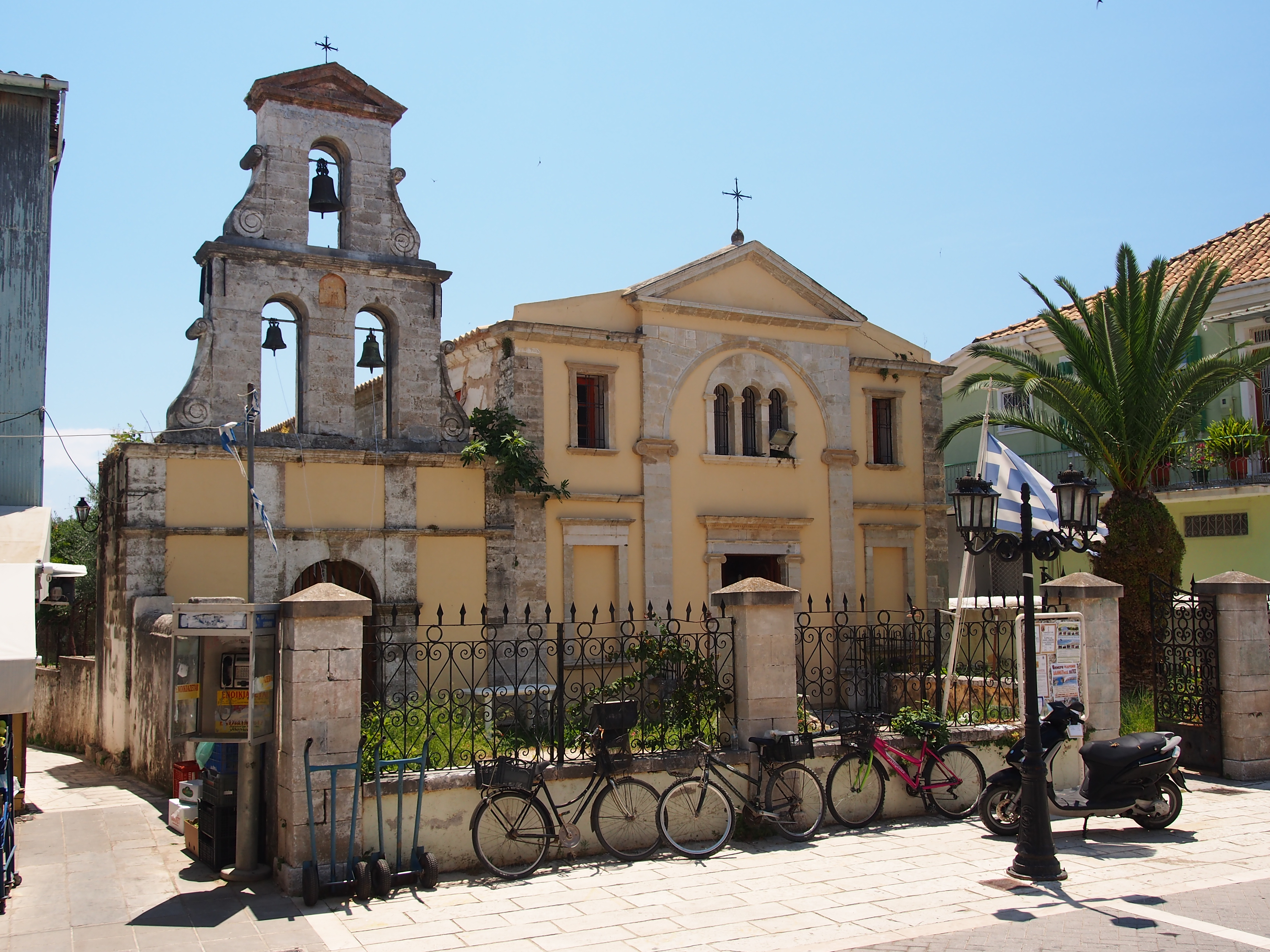
Église Naos Theotokou, rue Ioannou Mela
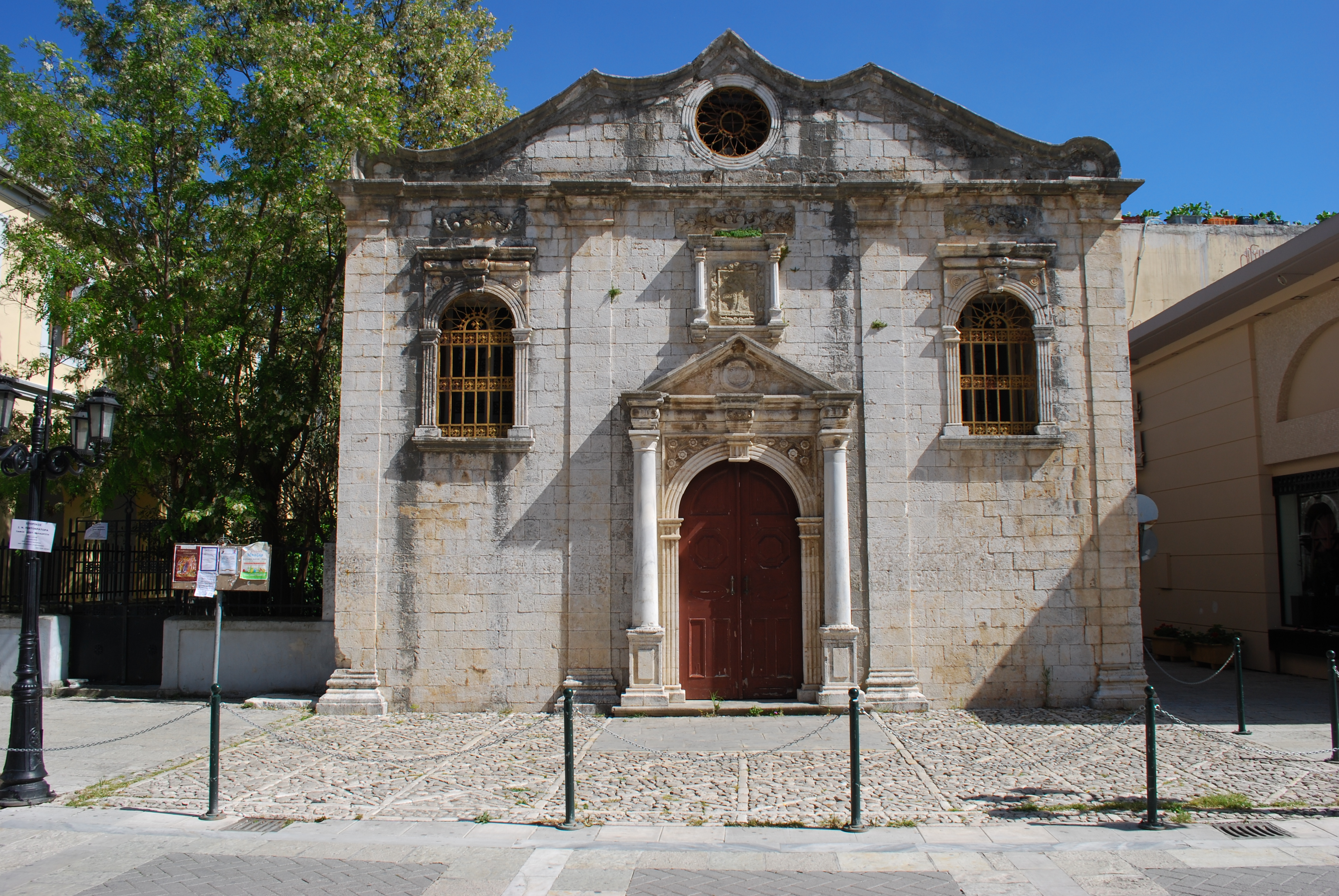
Église Naos Pantokratoros, rue Ioannou Mela
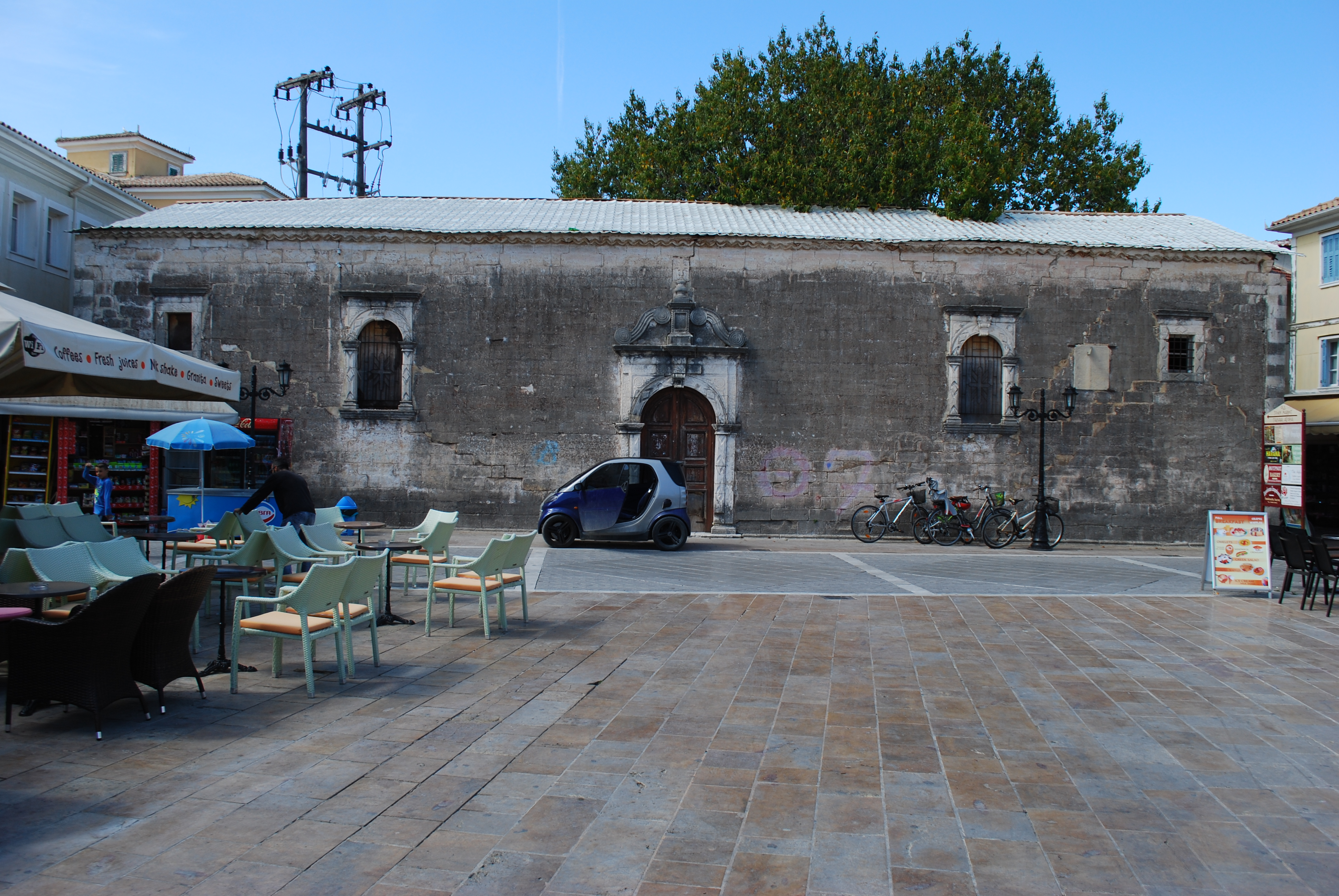
Église Agiou Spyridonas, place Ethnikis Antistasis
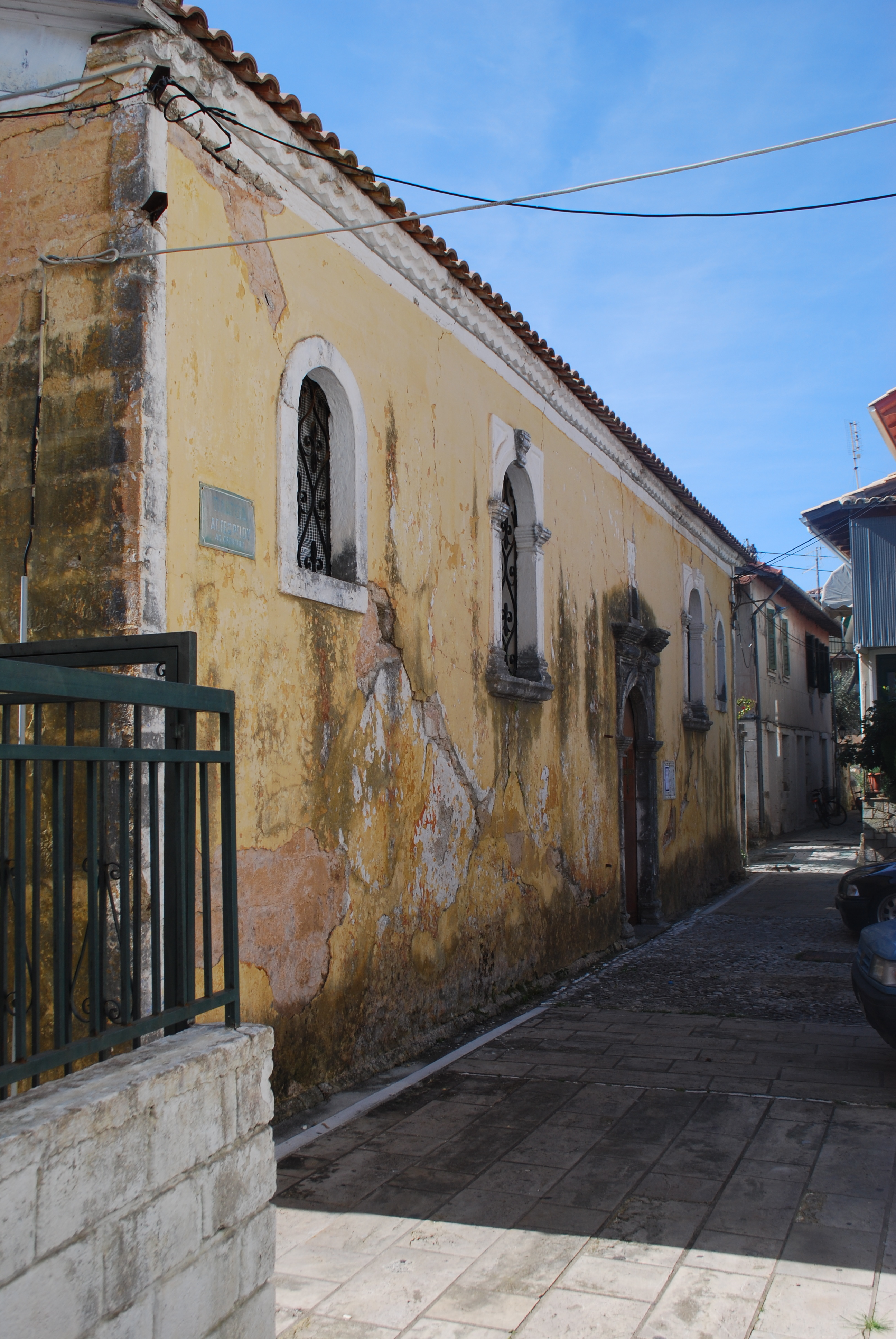
Église Naos Agiou Georgiou, place Agiou Georgiou
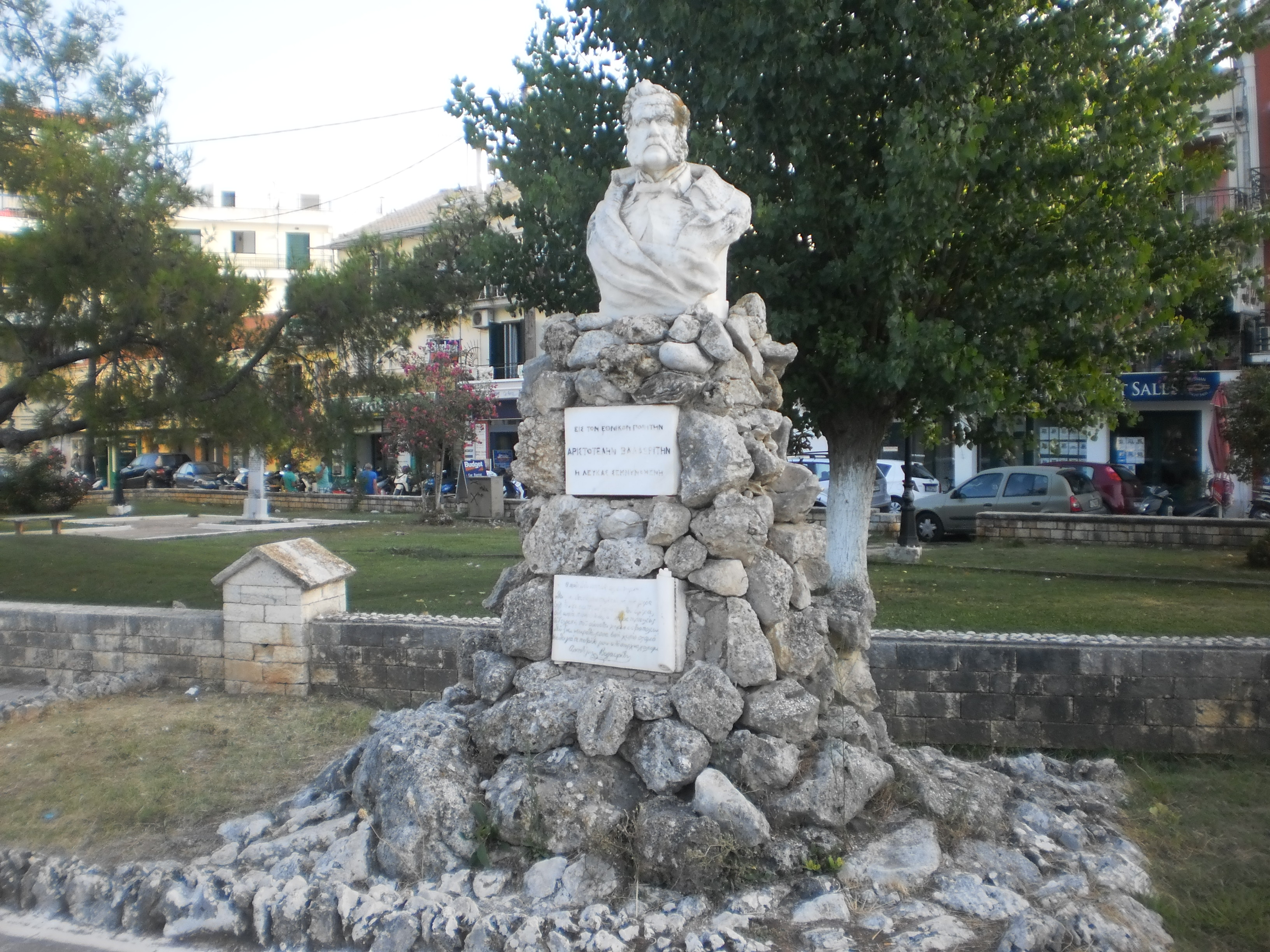
Aristotelis Valaoritis
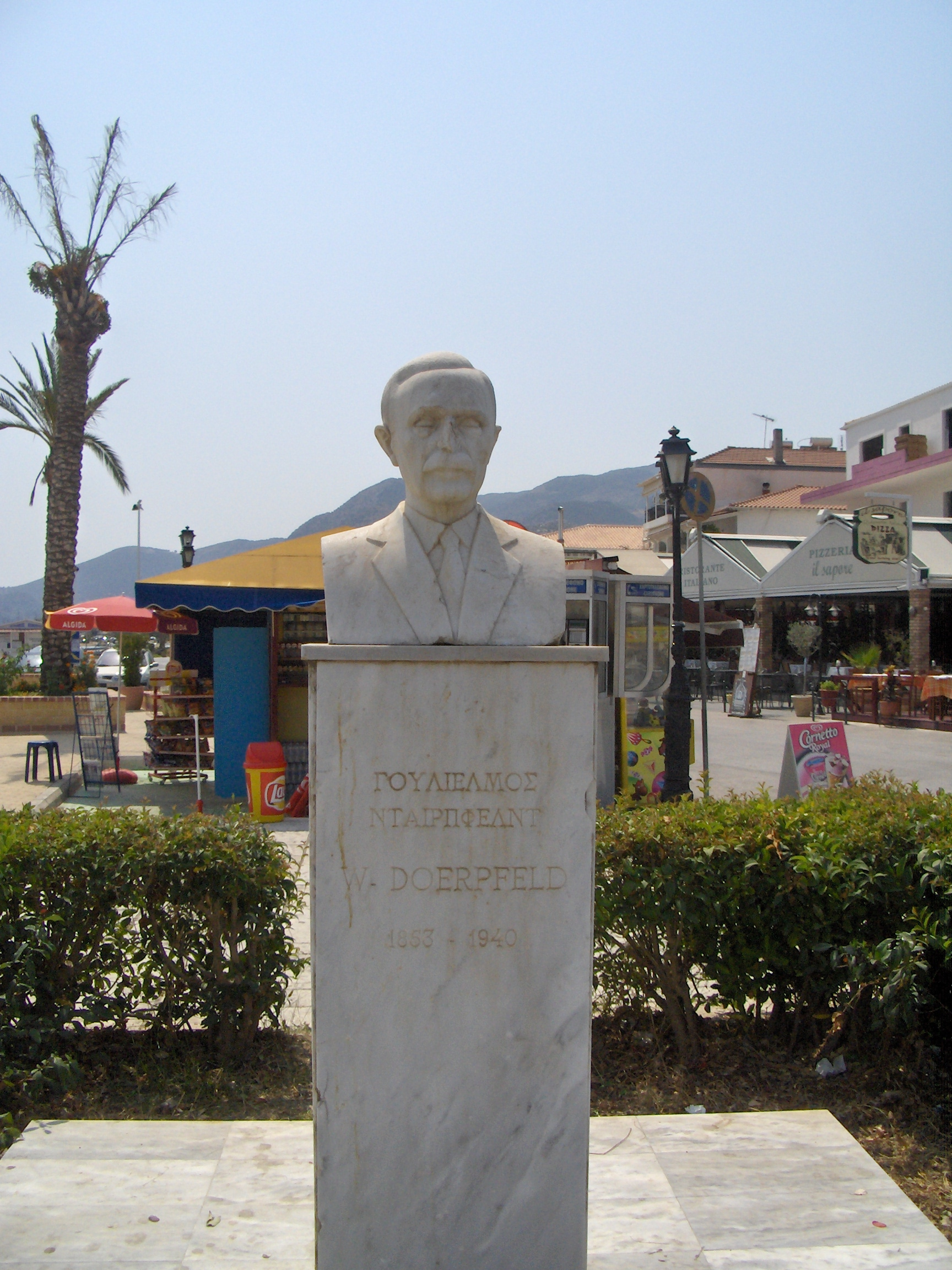
Wilhelm Dörpfeld
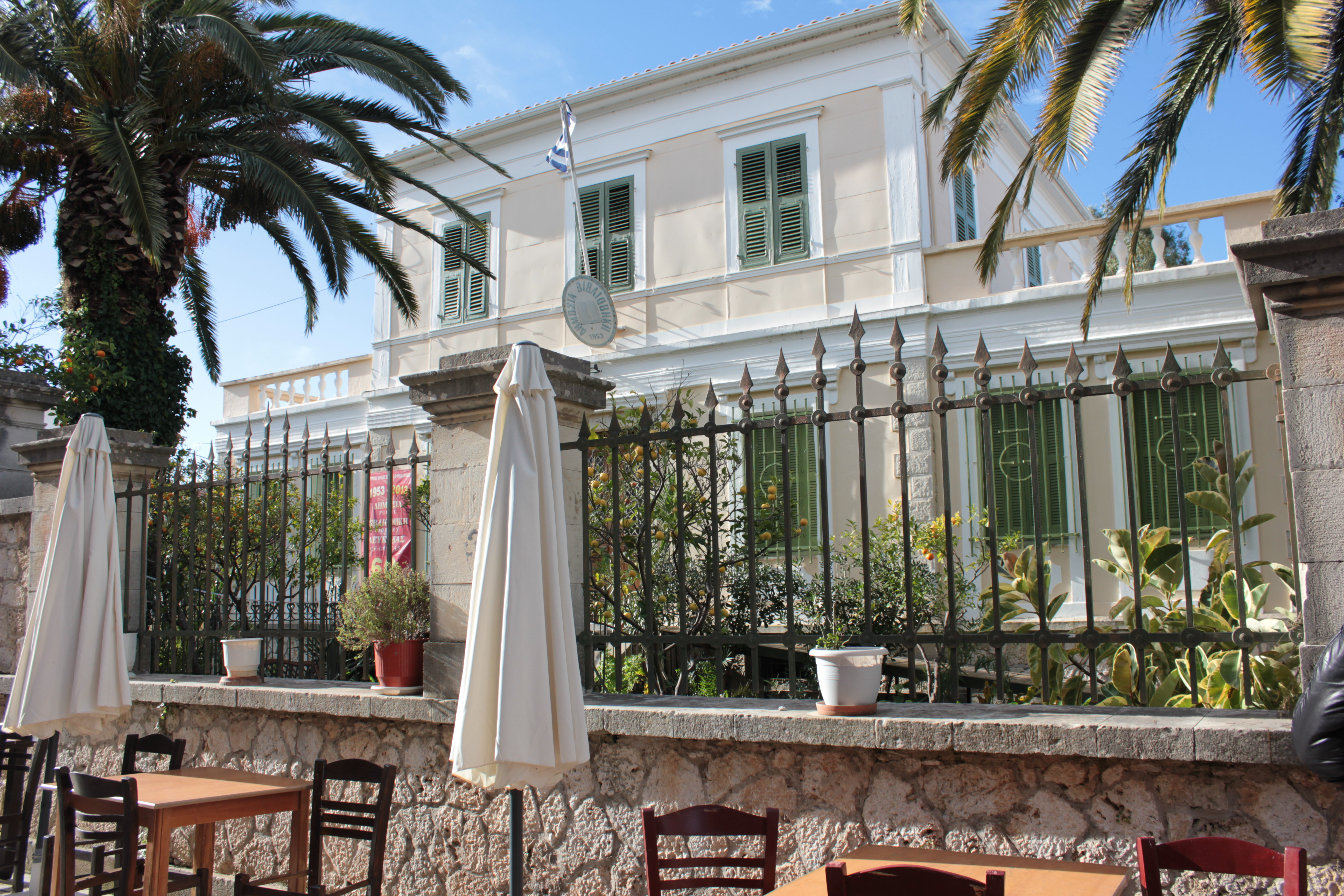
Bibliothèque publique, place Marka